# Église Sainte-Sophie de Nicée
Pour les articles homonymes, voir Église Sainte-Sophie.
L’église Sainte-Sophie de Nicée (en grec Ἁγία Σοφία / Hagía Sophía, lit. « Sainte Sagesse ») est une ancienne église byzantine (maintenant une mosquée) à Nicée (maintenant connue sous le nom d'İznik) en Turquie.
L'église Sainte-Sophie a été construite par Justinien au milieu de la ville au VIe siècle. C'est dans ce bâtiment que le Deuxième concile de Nicée s'est réuni en 787 pour mettre fin à la première période iconoclaste de l'Empire byzantin. 

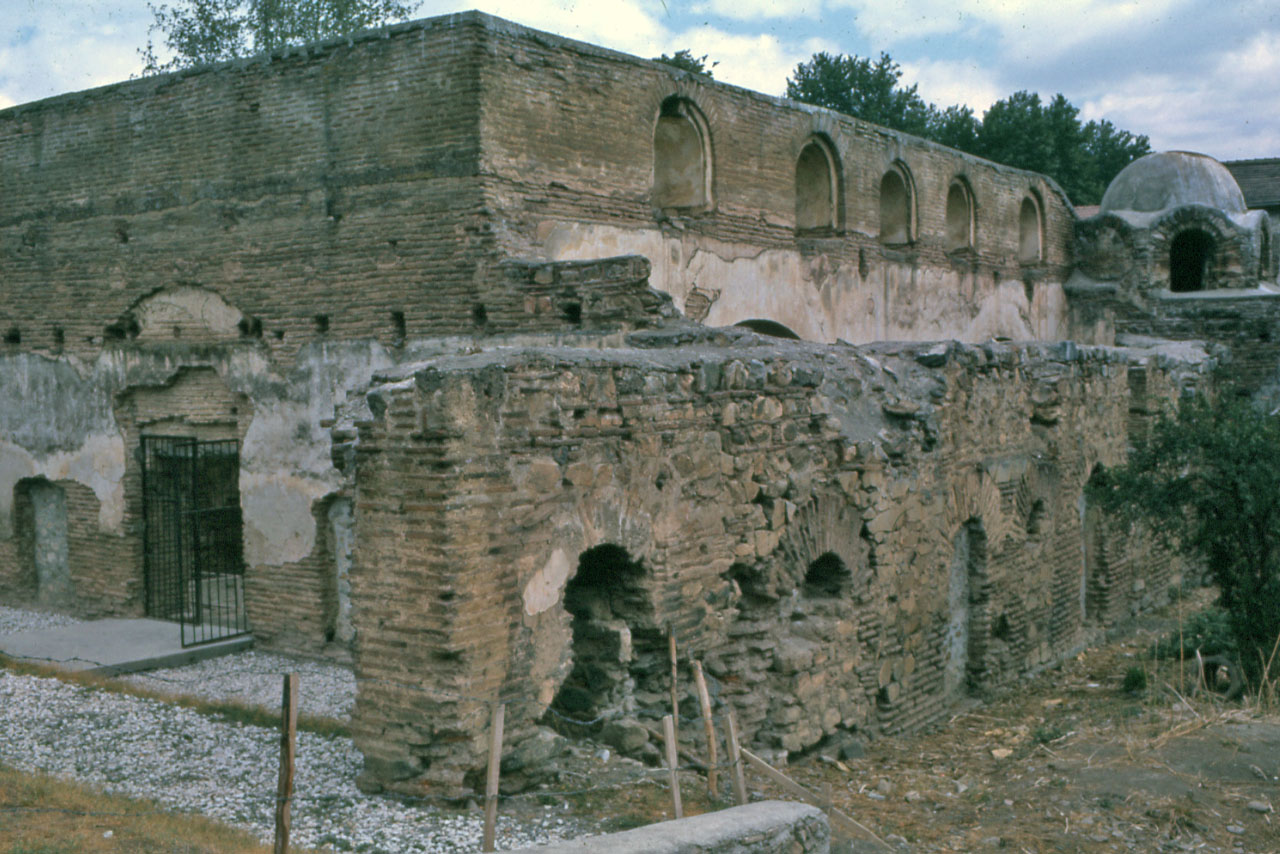
Église Sainte-Sophie de Nicée en 1962 (photo de Paolo Monti)

Basilique à charpente en bois avec une nef centrale et des collatéraux, elle a été reconstruite peu après 1065, mais largement remodelée après sa conversion en mosquée. Avant la rénovation, il avait deux rangées de triples arcades sur des colonnes qui portaient un mur de claire-voie avec cinq fenêtres.
Elle a été convertie en mosquée après la chute de la ville aux mains des Turcs ottomans en 1337, et a fonctionné comme telle jusqu'à ce qu'elle soit convertie en musée en 1935. Il est précisé sur le site que les troupes grecques auraient mis le feu au bâtiment au cours de leur retraite durant la guerre gréco-turque (1919-1922). En novembre 2011, elle a été de nouveau convertie en mosquée.

## Galerie

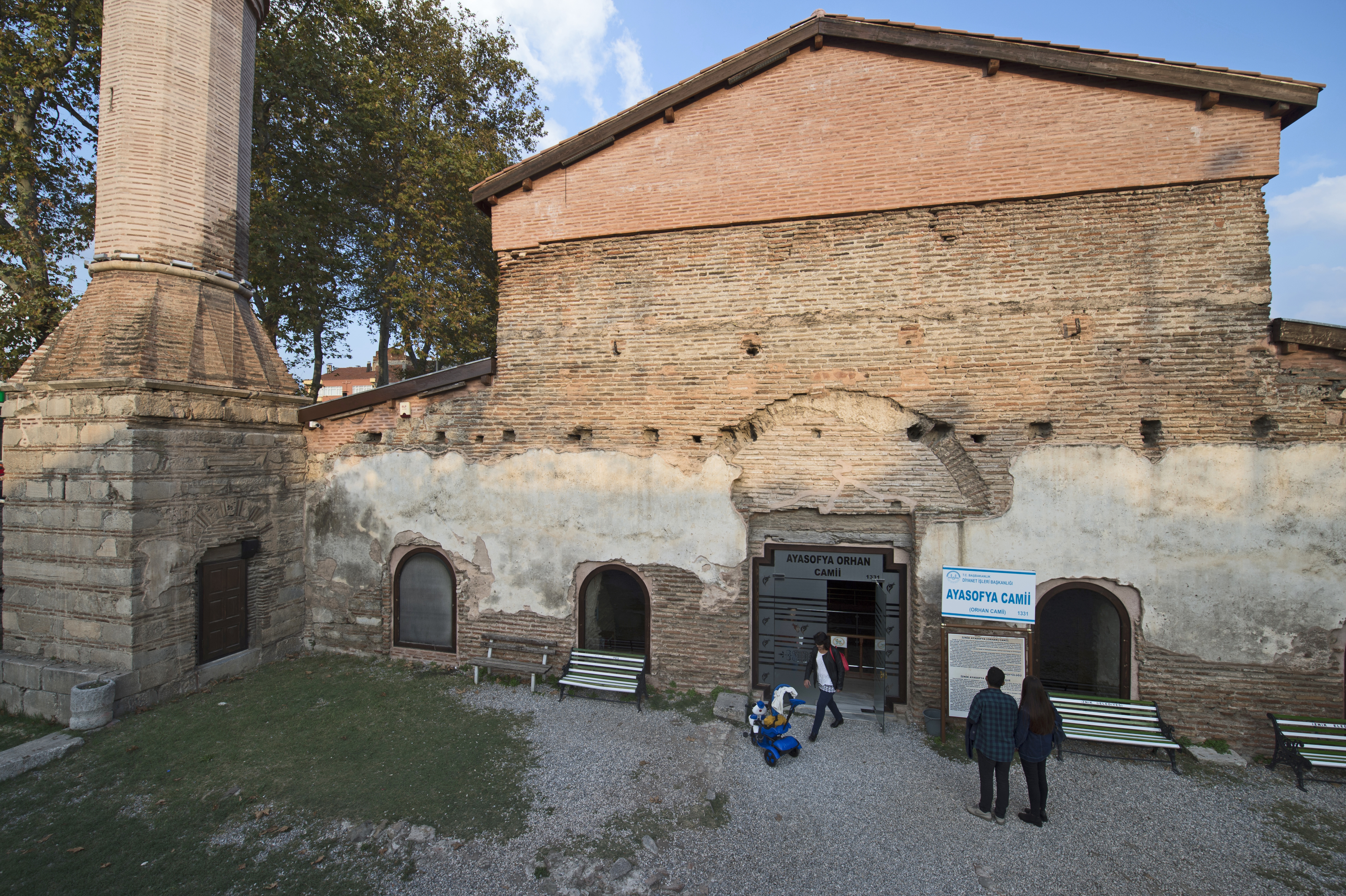
Façade
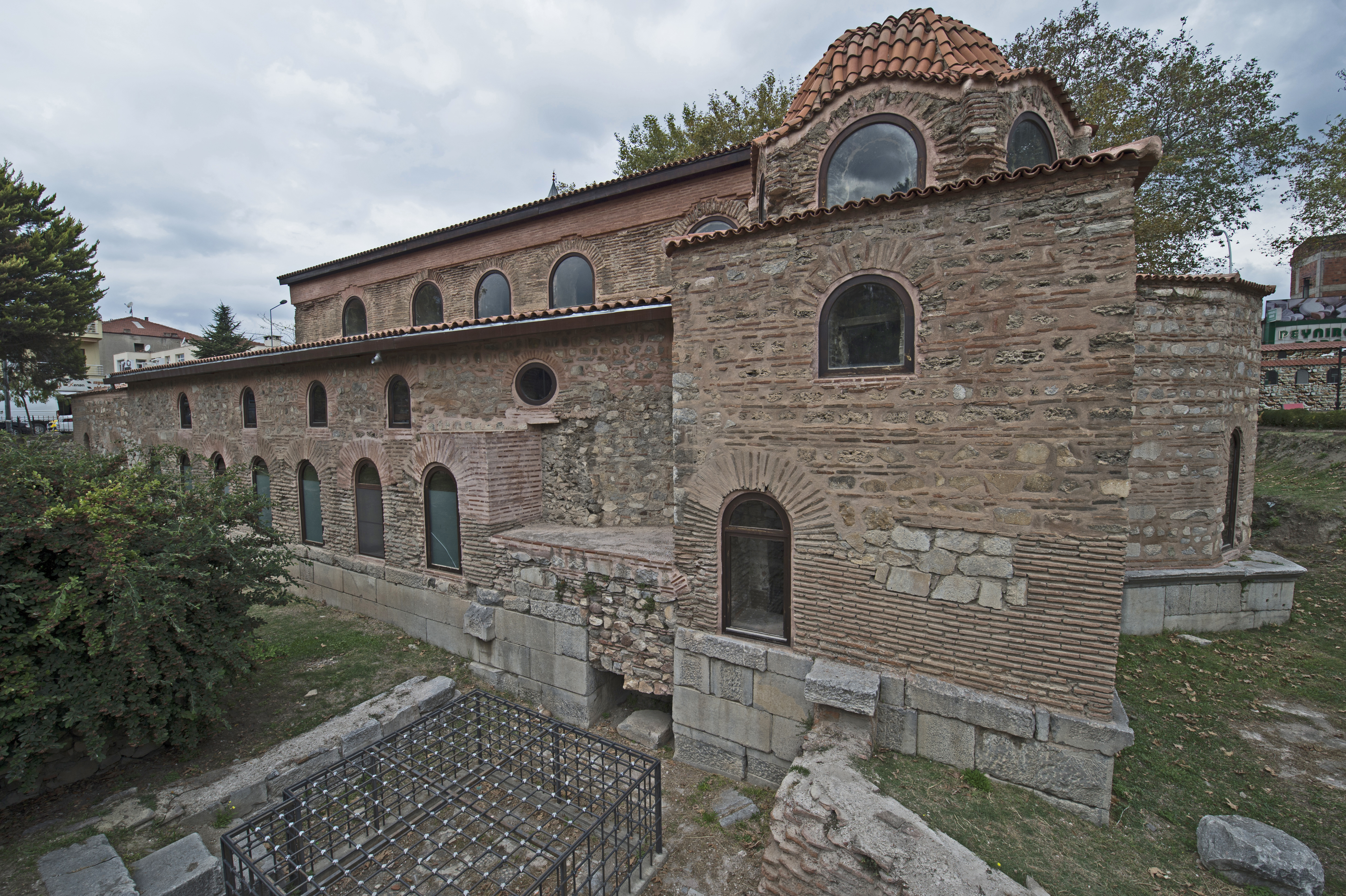
Extérieur
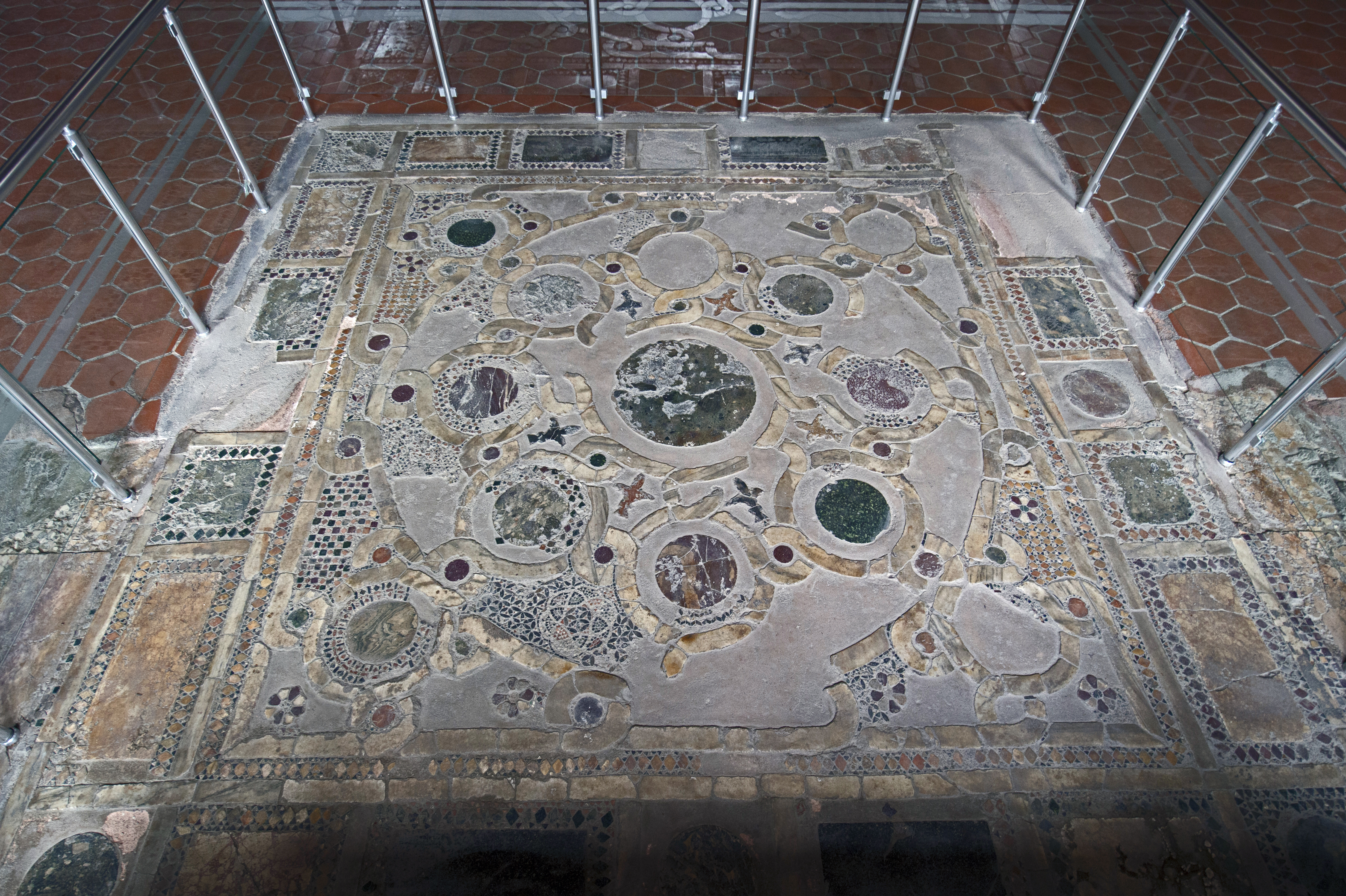
Sol à l'entrée
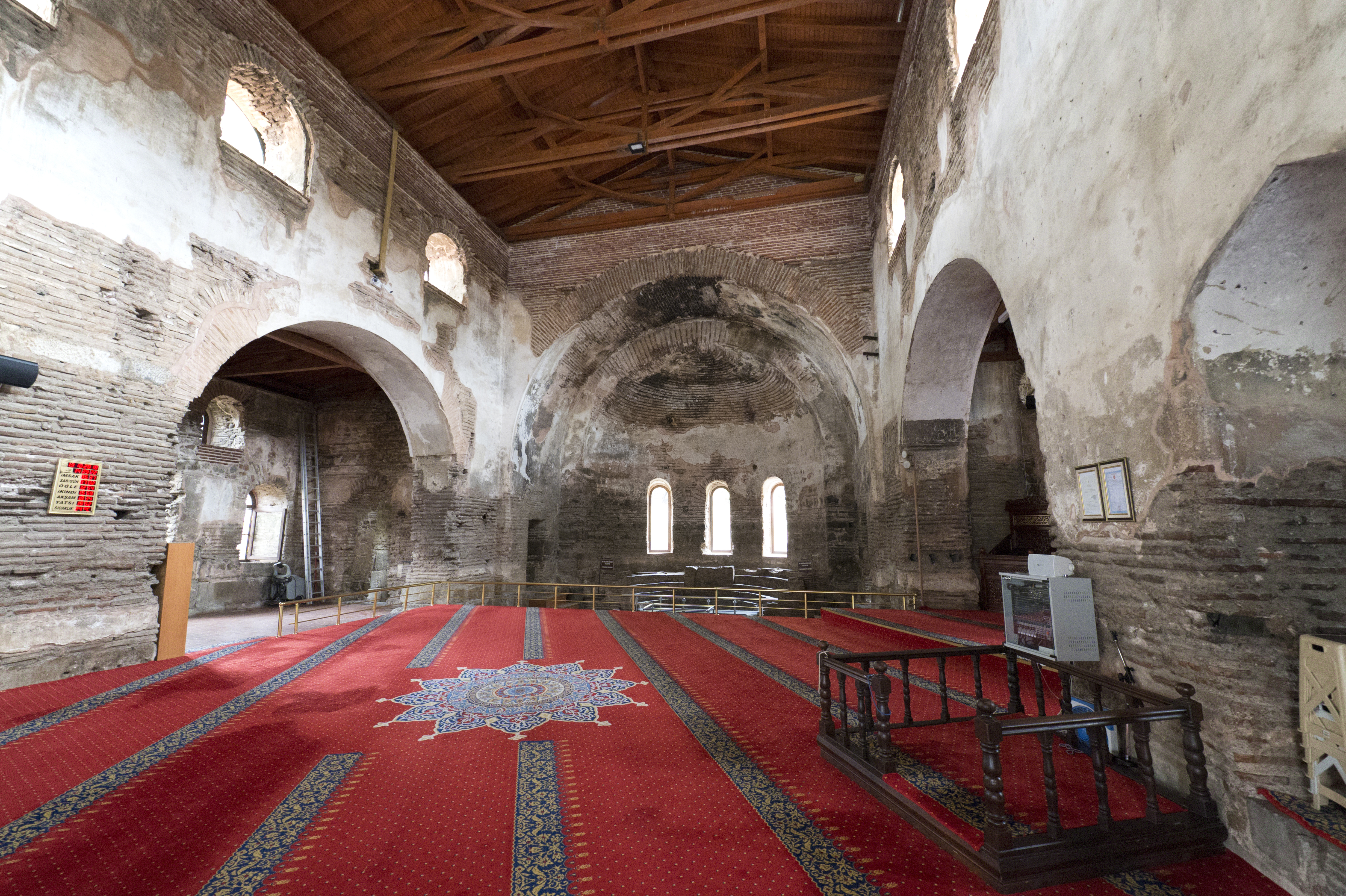
Intérieur
Chœur
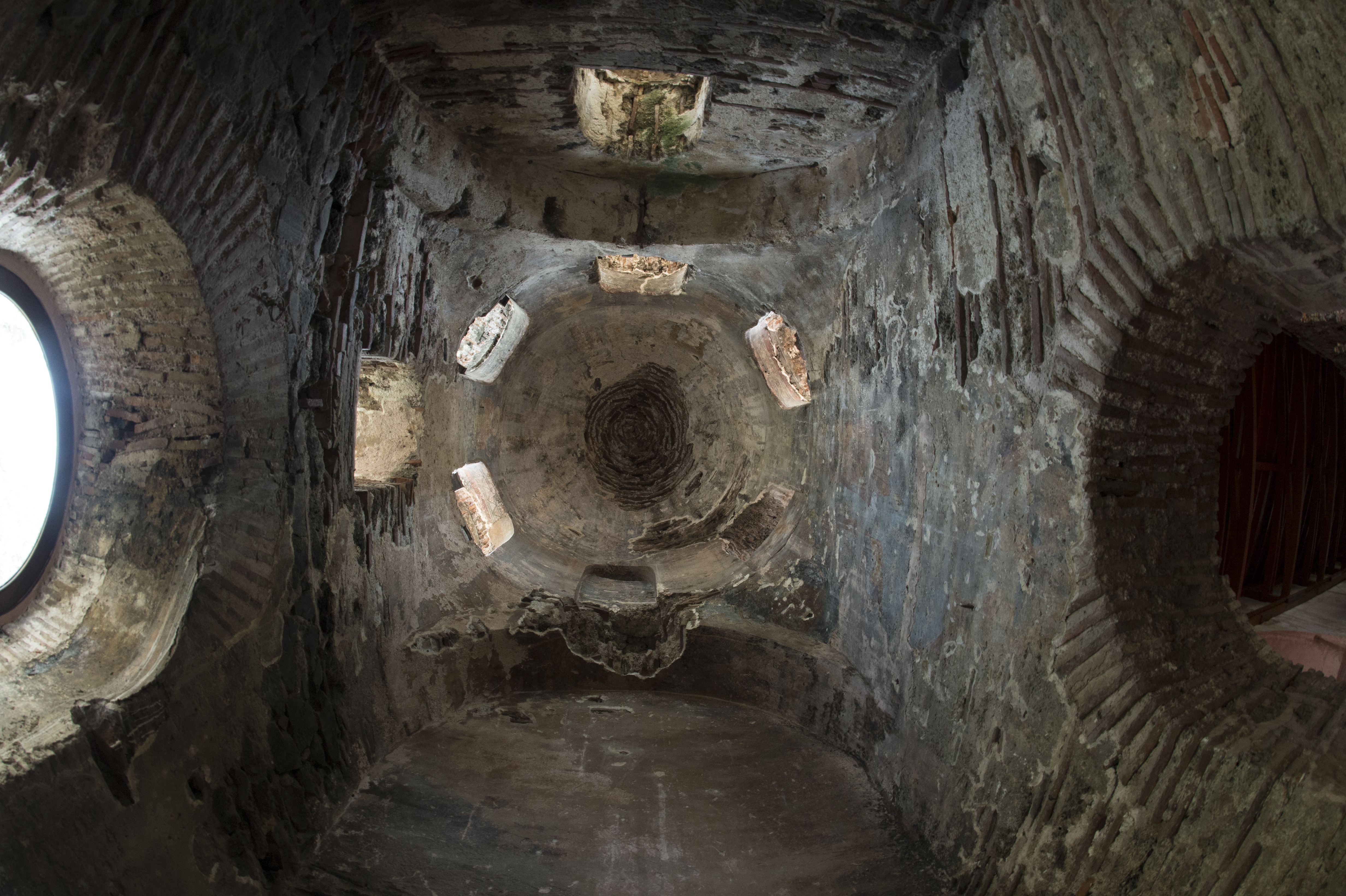
Intérieur d'un dôme secondaire
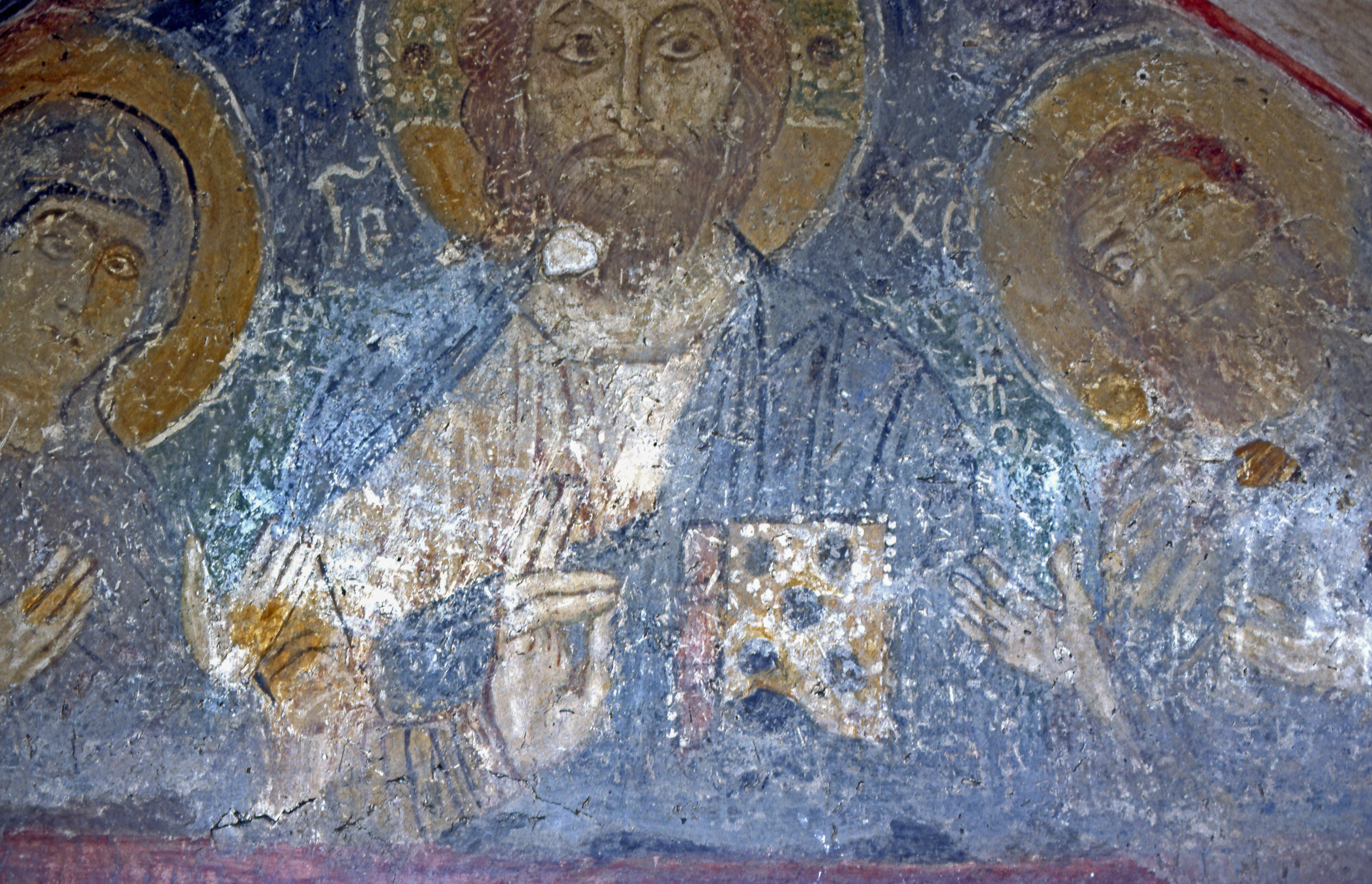
Fresque